# Agger Tange
Agger Tange er en halvø beliggende mellem Limfjorden og Nordsøen. Agger Tange stikker ud fra Nørrejyske Ø ved Agger i Thy. Mellem Agger Tange og Harboøre Tange løber Thyborøn Kanal.
Agger Tange er ikke længere en egentlig tange, men den udgjorde sammen med den nuværende Harboøre Tange en samlet tange mellem Agger i nord og Harboøre i syd indtil 3. februar 1825 hvor tangen blev gennembrudt af en stormflod tæt ved Agger. Gennembruddet fik navnet Agger Kanal. Kanalen lukkede til igen i 1877, men forinden i 1863 var Thyborøn Kanal dannet lidt sydligere ved en anden stormflod.
Staten ejer et område på 2.400 ha på Agger- og Harboøre Tanger, der blev  fredet i 1984. 
Agger Tange  og Krik Vig på østsiden indgår i Natura 2000-område 28: Agger Tange, Nissum Bredning, Skibsted Fjord og Agerø  , og er både ramsarområde, habitatområde og fuglebeskyttelsesområde. 

## Eksterne kilder og henvisninger
1. ↑  Om fredningen på fredninger.dk
2. ↑  28:Agger Tange, Nissum Bredning, Skibsted Fjord og Agerø (H28, F23, F27, F28, F39, R5)

- Kort over området
- Agger Tange Arkiveret 25. maj 2010 hos  Wayback Machine på 1001 fortællinger om Danmark

56°44′N 8°14′Ø / 56.733°N 8.233°Ø